# Boku wa Imōto ni Koi o Suru
Boku wa Imōto ni Koi o Suru (僕は妹に恋をする lit. Estoy enamorado de mi hermana?) es una serie de manga escrita e ilustrada por Kotomi Aoki. Fue serializada en la revista Shōjo Comic de la editorial Shogakukan y fue publicado en diez volúmenes en formato tankōbon desde mayo de 2003 hasta agosto de 2005. El manga fue adaptado a un OVA, lanzado en mayo de 2005 y una película de imagen real protagonizada por los actores Jun Matsumoto y Nana Eikura, fue estrenada en cines japoneses en enero de 2007. Un manga spin-off fue serializado por la misma revista desde diciembre de 2005 hasta agosto de 2008.

## Argumento
Yori y Iku son dos hermanos gemelos que desde su infancia siempre se han llevado muy bien. Sin embargo, al llegar a la adolescencia Yori comienza a ser un poco más directo con sus intenciones y le confiesa su amor a Iku, quien sin saber como reaccionar, Iku lo ve solamente como una inocente fantasía. En sus intentos por ganar la aceptación de su hermana, Yori la fuerza a besarla o a hacerla sentir avergonzada. Conforme avanza la historia Iku poco a poco se va enamorando realmente de su hermano y descubre que lo que siente está mal visto por los demás; Yori es muy celoso de su hermana, llegando en la escuela a atacar verbal o físicamente a compañeros que intentan ligar con ella; entre los hermanos, el joven es amable con ella y le hace regalos y salen juntos a pasear. Conforme pasa el tiempo y la relación se fortalece, la familia de los gemelos empieza sospechar, tras un encuentro chocante, la madre por fin revela los verdaderos lazos sanguíneos entre los chicos, producto de una fallida aventura. Conociendo la verdad, ambos jóvenes deciden escapar juntos pero terminan afrontando la verdad y toman caminos separados, a pesar de ello, pasado mucho tiempo ambos confiesan seguir enamorados.

## Personajes
Yori Yūki (結城 頼 Yūki Yori?)
Voz por: Showtaro Morikubo
Yori es el protagonista de la historia, un joven estudiante de preparatoria inteligente y un poco frío en presencia de sus amigos, tiene una hermana gemela con quien se lleva muy bien desde la infancia y le muestra siempre su lado tierno.
Iku Yūki (結城 郁 Yūki Iku?)
Voz por: Mai Nakahara
Iku es la protagonista de la historia, una joven estudiante de preparatoria y hermana gemela de Yori, es una chica alegre y determinada pero un poco torpe. Siempre ha sido muy unida a su hermano desde la infancia.
Haruka Yano (矢野 立芳 Yano Haruka?)
Voz por: Kōsuke Toriumi
Haruka es el mejor amigo de Yori, ambos tienen una personalidad e inteligencia similar, es el único que conoce la verdadera relación de su amigo con su hermana.
Tomoka Kusunoki (楠 友華 Kusunoki Tomoka?)
Voz por: Tomoko Kawakami
Es una de las mejores amigas de Iku desde la escuela secundaria, siente atracción por el hermano de su amiga.
Saki Yūki (結城 咲 Yūki Saki?)
Es la madre de los gemelos Yori e Iku, una madre de familia común que ama mucho a sus hijos.

## Media

### Manga
Boku wa Imōto ni Koi es un manga escrito e ilustrado por la mangaka Kotomi Aoki, fue serializado en la revista Shōjo Comic de la editorial Shogakukan, el manga fue recopilado en 10 volúmenes en formato tankōbon desde mayo de 2003 hasta agosto de 2008; el manga ha sido publicado en varias partes del mundo, Soleil Productions hizo la traducción francesa y la Editorial Ivrea bajo el título Lazos Prohibidos en español. Para la edición en inglés la editorial Borders and Waldenbooks lanzó el manga en 2005. Un manga spin-off o historia paralela fue publicado bajo el título Boku no Hatsukoi o Kimi ni Sasagu en la misma revista en 2005, la historia se enfoca en la relación de Mayu Taneda y Takuma Kakinouchi, un compañero de clases de Yori; la editorial Shogakukan lanzó 12 volúmenes en formato tankōbon desde diciembre de 2005 hasta agosto de 2008.

#### Lista de volúmenes
| 1 | «Volumen 1»  | 26 de mayo de 2003      | ISBN 4-09-137839-0 |
| Contenido: - 1- Esta noche estamos cometiendo un tabú - 2- Novia - 3- El aroma del cuerpo, el aroma del corazón - 4- Secreto en la enfermería - 5- No es suficiente - 6- Un deseo infantil               |              |                         |                    |
| 2 | «Volumen 2»  | 23 de agosto de 2003    | ISBN 4-09-137840-4 |
| Contenido: - 7- Amantes - 8- Impaciencia, luego celos - 9- Aunque te amo, es doloroso (parte 1) - 10- Aunque te amo, es doloroso (parte 2) - 11- Una consideración engañosa - 12- El contraataque de Iku |              |                         |                    |
| 3 | «Volumen 3»  | 26 de noviembre de 2003 | ISBN 4-09-138521-4 |
| Contenido: - 13- El contraataque de Yori - 14- Florecen las flores del pecado - 15- La graduación - 16- Una dolorosa despedida - 17- Tu voz en el teléfono - 18- La mañana del cumpleaños                |              |                         |                    |
| 4 | «Volumen 4»  | 26 de febrero de 2004   | ISBN 4-09-138521-4 |
| Contenido: - 19- La noche del cumpleaños - 20- Te amo - 21- Nuevos encuentros - 22- Volviéndose más unidos - 23- Proposición - 24- Declaración o proclamación                                            |              |                         |                    |
| 5 | «Volumen 5»  | 26 de mayo de 2004      | ISBN 4-09-138523-0 |
| 6 | «Volumen 6»  | 26 de agosto de 2004    | ISBN 4-09-138524-9 |
| 7 | «Volumen 7»  | 26 de noviembre de 2004 | ISBN 4-09-138525-7 |
| 8 | «Volumen 8»  | 25 de febrero de 2005   | ISBN 4-09-138526-5 |
| 9 | «Volumen 9»  | 26 de mayo de 2005      | ISBN 4-09-138527-3 |
| 10 | «Volumen 10» | 26 de agosto de 2005    | ISBN 4-09-138528-1 |

### OVA
Un OVA basado en el manga original bajo el título Boku wa Imōto ni Koi o Suru: Secret Sweethearts – Kono Koi wa Himitsu fue lanzado por la editorial Shogakukan en un DVD en mayo de 2005, fue dirigido por Mayumi Nishimoto, el episodio único de una hora de duración tiene como tema de cierre la canción "Ai ga Hoshii" interpretada por Shion.

### Película
El manga también fue adaptado a una película de acción real titulada Boku wa Imōto ni Koi o Suru, producida por Toshiba Entertainment y dirigida por Hiroshi Ando, que se estrenó en cines japoneses el 20 de enero de 2007 y tiene como actores a Jun Matsumoto como Yori Yuuki, Nana Eikura como Iku Yuuki, Ayaka Komatsu interpretandoa  Tomoka Kusunoki, Yuko Asano en el papel de Saki Yuuki y Yūta Hiraoka como Haruka Yano.

## Recepción
Una reseña de Manga News describe el primer volumen como "un manga shoujo maduro con una arte bastante hermoso, pero la relación incestuosa entre los protagonistas es un poco incongruente y forzada". En PlaneteBD el manga fue señalado como "un arte que te salva el día, tiene un estilo definido y los fondos refuerzan el argumento que se trata". Una reseña del OVA por THEM Anime define "la historia fue demasiado comprimida para una hora de duración y la relación de los hermanos se siente irreal; por otro lado la animación es bastante normal y el arte de los fondos es sorprendente". En una reseña de Anime News Network el manga fue criticado por su falta de profundidad en el tema principal que define como "algo que en cada capítulo se leen cosas explícitas, solo se pueden apreciar intentos de violación o smut y ver a los protagonistas siendo extremadamente cercanos".
Los primeros siete volúmenes del manga vendieron 2.5 millones de copias hasta mayo de 2006. Por otra parte, el manga spin-off Boku no Hatsukoi o Kimi ni Sasagu recibió el premio Shogakukan Manga Award a mejor manga shōjo de 2008; el manga se colocó en la quinta plaza de la lista Tohan de ventas entre abril y mayo de 2007, el último volumen se ubicó en el cuarto puesto de la lista Tohan entre agosto y septiembre de 2008.